# Woodia verruculosa
Woodia verruculosa är en oleanderväxtart som beskrevs av Rudolf Schlechter. Woodia verruculosa ingår i släktet Woodia och familjen oleanderväxter. Inga underarter finns listade i Catalogue of Life.